# Горушка Сидоровщинская
Горушка Сидоровщинская или Горушка — деревня в Великолукском районе Псковской области России. Входит в состав сельского поселения «Переслегинская волость».
Расположена на западе района, в 22 км к северо-западу от райцентра Великие Луки и в 11 км к северу от волостного центра Переслегино. Северо-западнее находится деревня Сидоровщина.
Численность населения по оценке на 2000 год составляла 10 человек, на 2010 год — 7 человек.